# Canal Grande
Canal Grande er en kanal i Venedig. Den er byens hovedtrafikåre, og der sejler offentlige "vandbusser", de såkaldte vaporettoer, samt private taxaer og gondoler på kanalen. Kanalen er 3800 m lang, 30-90 m bred, og har en gennemsnitsdybde på 5 m.
Der var oprindeligt tre gangbroer over kanalen, hvoraf den midterste og bedst kendte er den spektakulære Rialtobroen. I 2008 indviedes endnu en bro over kanalen, lige ud for byens banegård.
45°26′12″N 12°19′59″Ø / 45.43667°N 12.33306°Ø